# NOP
Em ciência da computação, uma NOP ou NOOP (abreviação para No Operation, Sem Operação em português) é uma instrução na linguagem assembly, uma sequência de declarações de programação de computadores ou um comando de protocolo de computador que efetivamente não faz nada em si.

## Instrução de máquina
Alguns conjuntos de instruções de computador incluem uma instrução explícita cuja finalidade é a de não alterar o estado de qualquer dos registros, sinalizadores de estado ou da memória, acessíveis pelo programador, e que pode exigir um determinado número de ciclos de clock para executar. Em outros conjuntos de instruções, um NOP tem de ser simulado por meio da execução de uma instrução tendo operandos que provocam o mesmo efeito (por exemplo, no processador SPARC, a instrução sethi 0, %g0 é a solução recomendada).

## Código
NOP às vezes é utilizada como uma descrição para a ação executada por uma função ou uma seqüência de instruções de linguagem de programação, se a função ou o código não tem efeito (que também pode ser chamado de código redundante). Uma otimização de compilador comum é a detecção e remoção deste tipo de código. Esse código pode ser exigido pela gramática da linguagem de programação, que não permite uma lacuna.

### Python
A linguagem de programação Python tem uma declaração PASS que não tem nenhum efeito quando executada e, portanto, serve como um NOP. Ela é utilizada principalmente para garantir a sintaxe correta devido à sintaxe sensível à identação da linguagem Python.